# Ziyu He
Ziyu He (kínaiul 何子毓) (Csingtao, 1999. április 29. –) kínai származású osztrák hegedűművész. Ő képviselte Ausztriát a 2014-es Fiatal Zenészek Eurovízióján Kölnben, Bartók Béla II. hegedűversenyének előadásával meg is nyerte azt.

## Élete
Ötéves  korában kezdett hegedülni tanulni. 2010-ben a pekingi Osztrák–Kínai Zeneakadémián meghallgatta Paul Roczek, aki tehetségét látva javasolta, hogy vegyen részt a salzburgi Mozarteum nyári kurzusán. Ziyu He 2011 októberében családjával Ausztriába költözött, jelenleg a Mozarteum Leopold Mozart Intézetének növendéke. Több zenei verseny győztese vagy helyezettje volt (Kloster Schöntal, Louis Spohr stb.). 2010-ben és 2012-ben játszott a Salzburgi Ünnepi Játékok nyitókoncertjén.
2014-ben 15 évesen megnyerte az osztrák televízió nemzeti döntőjét, így ő képviselhette Ausztriát a 2014-es Fiatal Zenészek Eurovízióján Kölnben. A május 31-i döntőben hatodikként lépett a színpadra, és Bartók Béla II. hegedűversenyével megnyerte a versenyt. Ausztria ötödik győzelmét arathatta.

## További információ
- 2014-es Fiatal Zenészek Eurovíziója
- Ziyu He előadása a Fiatal Zenészek Eurovíziója döntőjén